# Villa Ciudad Parque
Villa Ciudad Parque es una comuna situada en el departamento Calamuchita, provincia de Córdoba, Argentina.
Se encuentra situada sobre la ruta provincial RP 5, a 71 km de la Ciudad de Córdoba, aproximadamente.
Las localidades más cercanas son Villa General Belgrano, 9 km al sur, y Los Reartes, 5 km al oeste.
La principal actividad económica es el turismo, debido a su ubicación serrana, su cercanía con los grandes lagos, sus bosques y su infraestructura hotelera.
Además existen en la comuna numerosos complejos de cabañas. Y es la primera Comuna en legalizar el Cannabis medicinal en el territorio argentino.

## Historia
La historia de la comuna comienza cuando dos amigos de la provincia de Buenos Aires compran un campo en la zona.
Años más tarde, este campo se empieza a poblar y se construyen casas, capillas, calles, usinas eléctricas y se instalan negocios.
Finalmente, en el año 1954 se funda la localidad con el nombre de Villa Ciudad Parque Los Reartes.
En 1993 se constituye en Comuna, en 1996 se inaugura el Dispensario, en 2001 la capilla y en 2005 el nuevo edificio administrativo de la Comuna.
El nombre "Ciudad Parque" deriva de los numerosos árboles (especialmente eucaliptos y cipreses) que fueron plantados por los primeros pobladores y "Los Reartes" en honor al río que delimita el antiguo e histórico pueblo vecino del mismo nombre.
En 2009 el nombre del pueblo se acorta a Villa Ciudad Parque, debido a la longitud del antiguo nombre y de las confusiones que generaba con el vecino Los Reartes.

## Geografía

### Población
Cuenta con 2800 habitantes de acuerdo al último censo provincial. En 2022 el INDEC la censó como dos componentes censales separados uno de otro, Villa Ciudad Parque Los Reartes 1.ª sección que se encontraba conurbado con Los Reartes, y Villa Ciudad Parque Los Reartes 3.ª Sección que no estaba conurbada con esta última; la primera contaba con 28 habitantes y la segunda con 85.
El censo provincial de población de 2022, registró 2800 pobladores, un 239,72 % más que en el anterior censo provincial de 2001, cuando tenía 826 moradores, con lo cual constituye una de las localidades que ha crecido a un ritmo más sostenido (23,31 % anual).

### Flora y fauna
En cuanto a la flora podemos citar a especies arbóreas autóctonas como el chañar, espinillio, molle, moradillo sombra de toro, piquillín, tala, etc.
En cuanto a las especies implantadas por el hombre en la zona se encuentran importantes plantaciones de coníferas, eucaliptos, paraísos, acacias, etc.
En cuanto a la fauna, aún podemos encontrar zorros grises, perdices, vizcachas, cuises, hurones, iguanas, comadrejas, etc.
La comuna se encuentra  en la región denominada Bosque serrano, formación que se ubica entre los 500 y 1400 m s. n. m.

### Sismicidad
La sismicidad de la región de Córdoba es frecuente y de intensidad baja, y un silencio sísmico de terremotos medios a graves cada 30 años en áreas aleatorias. Sus últimas expresiones se produjeron:
- 22 de septiembre de 1908 (116 años), a las 17.00 UTC-3, con 6,5 Richter, escala de Mercalli VII; ubicación 30°30′0″S 64°30′0″O / -30.50000, -64.50000; profundidad: 100 km; produjo daños en Deán Funes, Cruz del Eje y Soto, provincia de Córdoba, y en el sur de las provincias de Santiago del Estero, La Rioja y Catamarca[3]

- 16 de enero de 1947 (78 años), a las 2.37 UTC-3, con una magnitud aproximadamente de 5,5 en la escala de Richter (terremoto de Córdoba de 1947)[2]

- 28 de marzo de 1955 (69 años), a las 6.20 UTC-3 con 6,9 Richter: además de la gravedad física del fenómeno se unió el desconocimiento absoluto de la población a estos eventos recurrentes (terremoto de Villa Giardino de 1955)

- 7 de septiembre de 2004 (20 años), a las 8.53 UTC-3 con 4,1 Richter

- 25 de diciembre de 2009 (15 años), a las 21.42 UTC-3 con 4,0 Richter